# Ineffabilis Deus

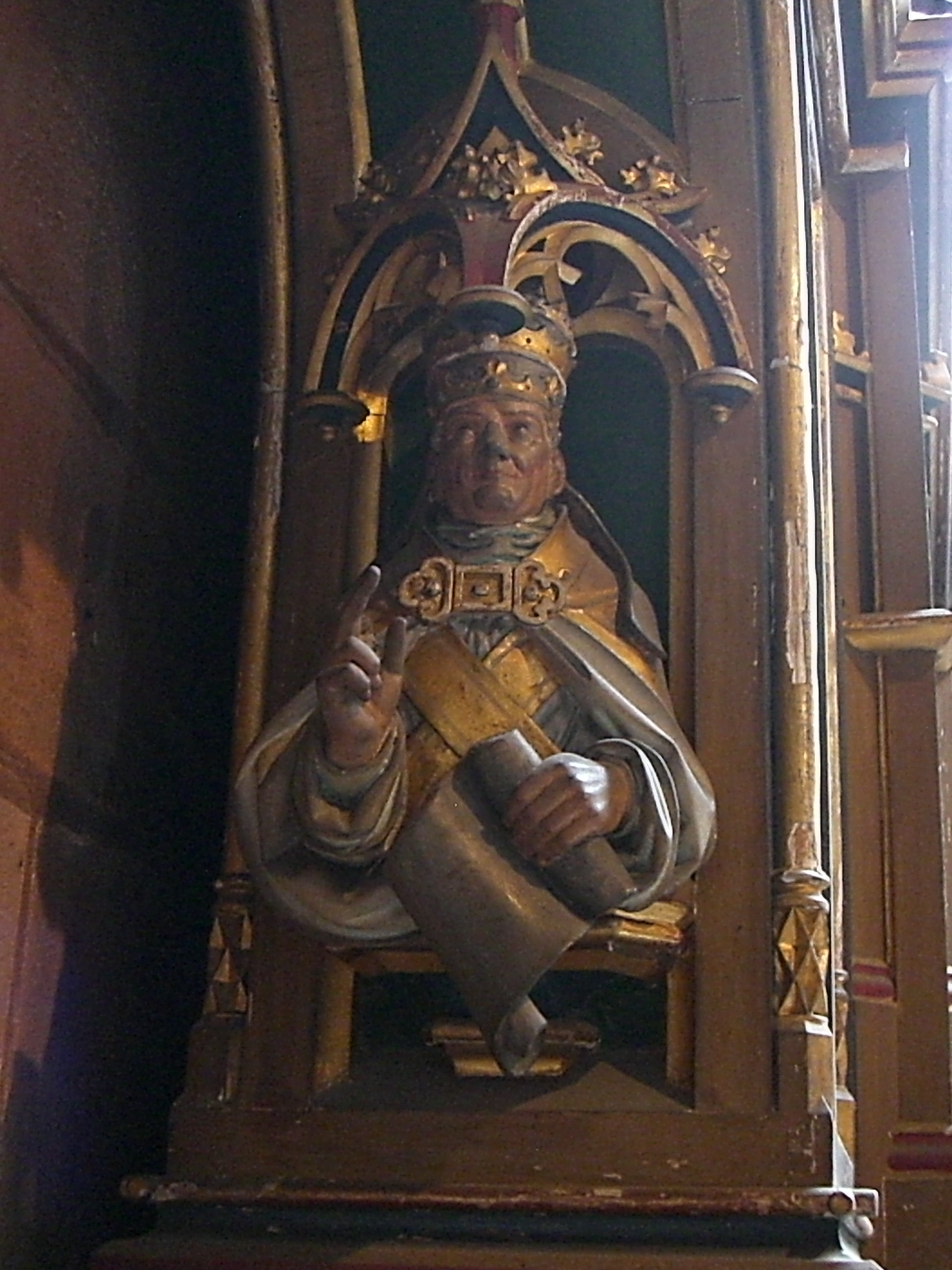
Papa Pio IX com a bula Ineffabilis Deus no altar neogótico de Maria na Catedral de Friburgo (Marmon, Sigmaringen, 1875.)

Ineffabilis Deus (Latim para "Deus Inefável") é uma bula pontifícia escrita pelo Papa Pio IX. Este documento define ex cathedra o dogma da Imaculada Conceição da Bem-Aventurada Virgem Maria. Constitui um dos poucos casos de definição em que é feito uso do dogma católico da infalibilidade papal. O decreto de promulgação é datado de 8 de dezembro de 1854, dia da Festa da Imaculada Conceição de Maria.
O decreto examina a história da opinião, na tradição cristã, fixando as suas raízes na antiqüíssima festa da Concepção de Maria, como sendo uma data de grande significado nas igrejas orientais e ocidentais. Apoia-se também na aprovação dos bispos católicos do mundo inteiro, a quem foram pedidas, em 1849, a sua opinião sobre matéria.
A declaração dogmática é expressada da seguinte forma:
..."a doutrina que sustenta que a Santíssima Virgem Maria, no primeiro instante da sua Conceção, por singular graça e privilégio de Deus omnipotente, em vista dos méritos de Jesus Cristo, o Salvador do gênero humano, foi preservada imune de toda mancha de pecado original, é uma doutrina foi revelada por Deus, e portanto deve ser acreditada firme e constantemente por todos os fiéis." (Doctrinam, quæ tenet, beatissimam Virginem Mariam in primo instanti suæ conceptionis fuisse singulari omnipotentis Dei gratia et privilegio, intuitu meritorum Christi Iesu Salvatoris humani generis, ab omni originalis culpæ labe præservatam immunem, esse a Deo revelatam atque idcirco ab omnibus fidelibus firmiter constanterque credendam.)
O decreto também exprime que a Conceição Imaculada de Maria não era uma necessidade lógica em nenhum sentido, mas decorre de presente ou graça divina a Maria pelo fato de vir a ser a Mãe de Deus.